# Psyllaephagus tarsius
Psyllaephagus tarsius är en stekelart som först beskrevs av Edgar F. Riek 1962.  Psyllaephagus tarsius ingår i släktet Psyllaephagus och familjen sköldlussteklar. Inga underarter finns listade i Catalogue of Life.